# Li Wan, la Blonde
Li Wan, la Blonde (titre original : Li-Wan, the Fair) est une nouvelle américaine de Jack London publiée aux États-Unis en 1902.

## Historique
La nouvelle est publiée initialement dans le périodique The Atlantic Monthly en août 1902, avant d'être reprise dans le recueil Les Enfants du froid en septembre 1902.

## Résumé
« - Toi, Li-Wan, tu es ma femme, et la femme suit la piste de son mari où qu'elle conduise. telle est la loi. » Canim, le Canoë, se chargera de faire oublier à la fille de Pow-Wah-Kaan et d'un blanc la pâleur de son métissage.

## Éditions

### Éditions en anglais
- Li-Wan, the Fair, dans The Atlantic Monthly, New York, août 1902.
- Li-Wan, the Fair, dans le recueil Children of the Frost, New York ,The Macmillan Co, septembre 1902.

### Traductions en français
- Li-Wan, la Blonde,  traduit par Louis Postif, in  Le Quotidien, périodique, juin 1924.
- Li-Wan, la Belle, traduit par Louis Postif, in Les Enfants du froid, recueil, Hachette, 1932.
- Li Wan, la Pâle, traduit par Marc Chénetier, Gallimard, 2016[2].

## Sources
- « Bibliographie de Jack London », sur jack-london.fr (consulté le 1er mars 2024)